# Locaut de Dublin
El Tancament patronal o Locaut de Dublín va ser un important conflicte obrer industrial entre aproximadament 20.000 treballadors i 300 empresaris que va tenir lloc a la capital irlandesa de Dublín.
El conflicte va durar del 26 d'agost de 1913 al 18 de gener de 1914, i sovint es considera la disputa industrial més greu i significativa de la història irlandesa. La qüestió central del conflicte era el dret de sindicació dels treballadors.

## Antecedents
El conflicte començà arran de la reacció dels empresaris contra la creixent implantació del sindicat Irish Transport and General Workers' Union (ITGWU) mitjançant el tancament patronal. Fundat el 1908 per James Larkin, l'ITGWU va ser el primer sindicat irlandès a incloure tant treballadors qualificats com no qualificats. En els seus primers mesos començà a Dublin i, ràpidament va guanyar popularitat i aviat es va estendre a altres ciutats irlandeses. Després de 1911, el sindicat va guanyar algunes vagues importants, de carreters i de treballadors del ferrocarril, per exemple, la vaga del moll de Sligo de 1913. Entre 1911 i 1913, la pertinença a la ITGWU va passar de 4.000 a 10.000, per alarma dels empresaris.
El seu carismàtic leader Larkin havia après dels mètodes de les lluites dels miners gal·lesos de Tonypandy de 1910 i de la vaga general de transport de Liverpool de 1911, totes dues suprimides salvatgement per la policia i l'exèrcit de Winston Churchill.
Una altra figura important de l’auge d’un moviment obrer organitzat a Irlanda en aquella època va ser el marxista James Connolly, un orador amb talent i un bon escriptor, secretari de l'ITGWU a Belfast..
Entre els enemics dels sindicat el més prominent fou William Martin Murphy, el capitalista més destacat d'Irlanda, nascut a Castletownbere (Cork). El 1913, Murphy era president de la Dublin United Tramway Company i posseïa els grans magatzems de Clery i l'Imperial Hotel. Controlava els diaris Irish Independent, Evening Herald i Irish Catholic i era un accionista important de la línia B&I de ferris entre Irlanda i Anglaterra. Murphy també va ser un destacat nacionalista i exdiputat a Westminster durant el Home Rule.
Murphy es va oposar vehementment a la ITGWU, veient el seu líder, Larkin, com un revolucionari perillós. El juliol de 1913, Murphy va presidir una reunió de 300 empresaris, durant la qual es va acordar una resposta col·lectiva a l’auge del sindicalisme. Murphy i els empresaris estaven decidits a no permetre a la ITGWU sindicar la força de treball de Dublín. El 15 d'agost, Murphy va acomiadar 40 treballadors que sospitava que pertanyien a la ITGWU, seguits d'altres 300 la setmana següent. Aquest fou l'inici del conflicte.

## Escalada del conflicte

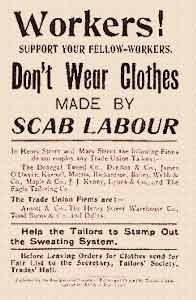
Cartell durant el locaut de Dublin de 1913 cridant a no comprar roba feta per esquirols.

El conflicte industrial resultant va ser la més greu de la història d'Irlanda. Els empresaris de Dublín van fer locaut contra els seus treballadors i van emprar esquirols no sidnicats provinents de Gran Bretanya i d'altres llocs d'Irlanda. Els treballadors de Dublín, entre els més pobres del Regne Unit de l’època, van sol·licitar ajuda i el British Trades Union Congress (TUC) i altres fonts d’Irlanda van enviar 150.000 lliures esterlines, a càrrec de l’ITGWU. El programa "Kiddies" dels sindicats, que intentava que els sindicalistes britànics atenguessin temporalment els fills de vaguistes irlandesos, va ser bloquejat per l'Església Catòlica i, especialment, per l'antiga Ordre dels Hibernians, que afirmaven que els nens catòlics estarien sotmesos a influencies atees o protestants. L'Església va donar suport als empresaris durant la disputa.
Alguns empresaris no seguiren la línia dura de Murphy, per exemple Guinness, l'empresa amb més empleats i exportador més gran de Dublín, es va negar a fer locaut a la seva plantilla, tot i que va acomiadar treballadors que feien vaga en solidaritat amb els seus companys.
Els vaguistes van utilitzar piquets massius i pressió contra els esquirols, que també eren violents contra els vaguistes. La Policia Metropolitana de Dublín va carregar les concentracions dels treballadors. El 31 d'agost de 1913, la policia va atacar una gran concentracó al carrer O'Connell (aleshores anomenat carrer Sackville) que havia estat prohibida per la presència de Jim Larkin, al qual s'havia prohibit fer mítings i actes públics, però s'havia infiltrat i va comparèixer al balcó de l'Hotel imperial del mateix Murphy per dirigir-se als treballadors. La violència brutal de la policia va causar la mort de dos treballadors, James Nolan i John Byrne. Més de 300 van resultar ferits. El dia fou conegut com a Bloody Sunday (terme que seria emprat en altres ocasions en la història d'Irlanda). Més tard, una altra treballadora, Alice Brady, va ser assassinada a trets per un esquirol quan portava a casa un paquet d'aliments de l'oficina sindical. Michael Byrne, membre de la ITGWU de Kingstown, va morir després de ser torturat en una cel·la policial.
En resposta a la violència policial i dels patrons i esquirols, James Connolly, Larkin i l'excapità de l'exèrcit britànic Jack White van formar una milícia obrera, l'Exèrcit Ciutadà Irlandès, per protegir les manifestacions obreres.
Durant set mesos, el bloqueig va afectar desenes de milers de famílies de Dublín. Els tres diaris principals de Murphy, l'Irish Independent, el Sunday Independent i l'Evening Herald van retratar a Larkin com al gran malvat culpable. Personatges influents del srepublicanisme com Patrick Pearse o la comtessa Markievicz o l'escriptor William Butler Yeats van donar suport als treballadors als mitjans de comunicació.
El bloqueig es va acabar finalment a principis de 1914, quan el TUC a Gran Bretanya va rebutjar la petició de Larkin i Connolly d'una vaga de solidaritat amb els irlandesos. La majoria dels treballadors, molts dels quals estaven a la vora de la fam, van tornar a treballar i van signar compromisos de no adherir-se a la ITGWU.

## Conseqüències
La ITGWU va resultar greument danyada per la seva derrota al Locaut i va ser afectada per la fugida de Larkin als Estats Units el 1914 i l'execució de Connolly, un dels líders de l'aixecament de Pasqua, pels britànics, el 1916.
El sindicat va ser reconstruït per William O'Brien i Thomas Johnson. El 1919, el nombre dels seus membres superava el de 1913.
Molts dels treballadors inscrits en les llistes negres dels empresaris es van unir a l'exèrcit britànic, a falta de cap altra font d'ingressos per mantenir les seves famílies, i es van trobar a les trinxeres de la Primera Guerra Mundial al cap de pocs mesos.
Tot i que les accions de la ITGWU i altres sindicats no van tenir èxit a l’hora d’aconseguir unes condicions i salaris substancialment millors per als treballadors en aquella lluita, van marcar un punt culminant en la història laboral irlandesa. El principi d’acció sindical i de solidaritat obrera s'havia establert fermament. Cap futur empresari mai intentaria "trencar" un sindicat de la manera que Murphy va intentar amb la ITGWU. El bloqueig havia danyat les empreses comercials a Dublín, i moltes es van veure obligades a declarar la fallida a conseqüència del conflicte provocat pel tancament patronal.